# John Adams (boek)
John Adams is een biografie over het leven van Founding Father en President van de Verenigde Staten John Adams (president VS), geschreven door historicus David McCullough.
Het boek werd in 2002 bekroond met de Pulitzerprijs voor biografie of autobiografie. De Amerikaanse zender HBO maakte er een televisieserie van met Paul Giamatti in de rol van John Adams.